# 赵维寰 (解放军)
赵维寰（1923年1月—2017年3月23日）山西忻州人，中国人民解放军总参谋部政治部副主任。

## 生平
赵维寰是山西忻州人，生于1923年1月。1937年11月入伍，1938年9月加入中国共产党。历任科长，团政治委员，处长，师政治部主任，教员等职务。后出任中国人民解放军总参谋部政治部副主任。离休后为正军职离休干部。
2017年3月23日，赵维寰在北京病逝，享年94岁。